# دانيال تشيسترز
دانيال بيتر جيمس تشيسترز Daniel Chesters (4 أبريل 2002 - )، هو لاعب كرة قدم إنجليزي محترف، يلعب كلاعب خط وسط لفريق كولشيستر يونايتد على سبيل الإعارة من وست هام يونايتد.

## مسيرته الرياضية
هو موهبة شابى لستيفنيج بلو سوكس، انضم إلى أكاديمية وست هام يونايتد تحت سن 8 سنوات. بدأ اللعب مع فريق تحت 23 للمواهب في عام 2018 عندما كان يبلغ من العمر 15 عاماً، حيث وقّع أول عقد احترافي له مع النادي في 16 يونيو 2021. ظهر لأول مرة مع وست هام في 21 أكتوبر 2021، حيث جاء كبديل متأخر في الفوز 3-0 في دور المجموعات الدوري الاوروربي على نادي جينك. في 26 أغسطس 2022، انضم تشيسترز إلى كولشيستر يونايتد على سبيل الإعارة للفترة المتبقية من موسم 2022-23. 

## أسلوب اللعب
يوصف تشيستر بأنه "لاعب خط وسط ومهاجم نشيط قادرعلى شنّ هجوم على أقوى الدفاعات".

## إحصائيات المهنة
آخر تحديث match played 5 March 2022.
| النادي               | موسم            | الدوري          | الدوري  | الدوري  | كأس الاتحاد الإنجليزي | كأس الاتحاد الإنجليزي | كأس EFL | كأس EFL | آخر     | آخر     | مجموع   | مجموع   |
| النادي               | موسم            | قسم             | تطبيقات | الأهداف | تطبيقات               | الأهداف               | تطبيقات | الأهداف | تطبيقات | الأهداف | تطبيقات | الأهداف |
| -------------------- | --------------- | --------------- | ------- | ------- | --------------------- | --------------------- | ------- | ------- | ------- | ------- | ------- | ------- |
| فريق ويستهام يونايتد | 2021 - 22       | الدوري الممتاز  | 1       | 0       | 0                     | 0                     | 0       | 0       | 1       | 0       | 2       | 0       |
| المجموع الوظيفي      | المجموع الوظيفي | المجموع الوظيفي | 1       | 0       | 0                     | 0                     | 0       | 0       | 1       | 0       | 2       | 0       |

1. ↑  Appearance(s) in الدوري الأوروبي

## روابط خارجية
- دانيال تشيسترز  على سكروي
- West Ham United Profile